# جان بتانی
جان بتانی (انگلیسی: John Bettany؛ زادهٔ ۱۶ دسامبر ۱۹۳۷) بازیکن فوتبال اهل بریتانیا است.
از باشگاه‌هایی که در آن بازی کرده‌است می‌توان به باشگاه فوتبال هادرزفیلد تاون، باشگاه فوتبال بارنزلی، و باشگاه فوتبال روترهام یونایتد اشاره کرد.